# فرودگاه مکی
فرودگاه مکی (به انگلیسی: Mackay Airport) یک فرودگاه همگانی با کد یاتا MKY است که یک باند فرود آسفالت دارد و طول باند آن ۱۹۸۱ متر است. این فرودگاه در شهر مکای (استرالیا) کشور استرالیا قرار دارد و در ارتفاع ۶ متری از سطح دریا واقع شده‌است.

## شرکت‌های هواپیمایی و مقصدهای پروازی

### مسافری
| شرکت‌های هواپیمایی                                       | مقصدهای پروازی                  |
| ------------------------------------------------------- | ------------------------------- |
| جت‌استار                                                 | بریزبن                          |
| کانتاس‌لینک اجرا توسط Cobham Aviation Services Australia | بریزبن                          |
| کانتاس‌لینک اجرا توسط سان‌استیت ایرلاینز                  | بریزبن، کنز، راکهمپتون، تانزویل |
| ویرجین استرالیا                                         | بریزبن                          |
| ویرجین استرالیا اجرا توسط الیانس ایرلاینز               | بریزبن                          |

### باری
| شرکت‌های هواپیمایی | مقصدهای پروازی |
| ----------------- | -------------- |
| پل-ایر            | بریزبن         |